# Amphisbaena nigricauda
Amphisbaena nigricauda är en ödleart som beskrevs av  Carl Gans 1966. Amphisbaena nigricauda ingår i släktet Amphisbaena och familjen Amphisbaenidae. Inga underarter finns listade i Catalogue of Life.